# Peter Lilienthal
Peter Lilienthal (Berlino, 27 novembre 1927 – Monaco di Baviera, 28 aprile 2023) è stato un regista, sceneggiatore e attore tedesco.

## Biografia
Vinse l'Orso d'oro al Festival internazionale del cinema di Berlino nel 1979 con David.
Apparve anche in Un piccione morto in Beethovenstrasse di Samuel Fuller, L'amico americano  di Wim Wenders e Heimat 2 - Cronaca di una giovinezza di Edgar Reitz. Nel 1996 fece parte della giuria alla Berlinale.

## Filmografia parziale

### Regista

#### Cinema
- Studie 23 - cortometraggio (1958)

- Im Handumdrehen verdient - cortometraggio (1959)
- Marl - Porträt einer Stadt - documentario (1964)
- Noon in Tunisia - documentario (1969)
- Start Nr. 9 - documentario (1972)
- Shirley Chisholm for President - documentario (1972)
- Hauptlehrer Hofer (1975)
- Es herrscht Ruhe im Land (1976)
- Kadir - documentario (1977)
- David (1979)
- La insurrección (1980)
- Dear Mr. Wonderful (1982)
- Das Autogramm (1984)
- Das Schweigen des Dichters (1987)
- Der Radfahrer von San Cristóbal (1988)
- Angesichts der Wälder (1996)
- Camilo - Der lange Weg zum Ungehorsam - documentario (2007)